# Blueming (brano musicale)
Blueming è un brano musicale della cantautrice sudcoreana IU, pubblicato il 18 novembre 2019 come terza traccia del settimo EP in lingua coreana Love Poem e utilizzato per la promozione del disco.

## Descrizione
Il testo parla dei messaggi fra due innamorati all'inizio della loro relazione, quando ancora nulla è sicuro. I "palloncini" di cui parla la canzone sono i fumetti della chat in cui si scambiano i messaggi, grigi quelli ricevuti e blu quelli inviati. Il titolo stesso è un gioco di parole fra "blooming" (sbocciare) e blu. La frase "L'autore di questo pezzo sono io" è un gioco di parole sul fatto che "autore" in coreano si scriva "Ji-eun i", il vero nome di IU.

## Successo commerciale
La canzone ha debuttato al primo posto sulla Gaon Digital Chart. Ha vinto due premi alla 35ª edizione del Golden Disc Award, tenutisi a gennaio 2021, cioè il Gran Premio (Canzone digitale dell'anno) e il premio Miglior canzone digitale.

## Classifiche

### Classifiche settimanali
| Classifica    | Posizione |
| ------------- | --------- |
| Corea del Sud | 1         |
| Singapore     | 14        |

### Classifiche di fine anno
| Classifica (2019) | Posizione |
| ----------------- | --------- |
| Corea del Sud     | 96        |
| Classifica (2020) | Posizione |
| Corea del Sud     | 5         |
| Classifica (2021) | Posizione |
| Corea del Sud     | 20        |
| Classifica (2022) | Posizione |
| Corea del Sud     | 73        |
| Classifica (2023) | Posizione |
| Corea del Sud     | 173       |
| Classifica (2024) | Posizione |
| Corea del Sud     | 170       |